# 伊戈爾·格羅蘇
伊戈爾·格羅蘇（羅馬尼亞語：Igor Grosu；1972年11月30日—），摩爾多瓦政治家，自2019年3月起擔任摩爾多瓦議會議員，2021年7月起擔任議長。2020年12月9日起，格羅蘇擔任行動和團結黨的代理領導人。

## 荣誉

### 外国勋章奖章
- 二等智者雅罗斯拉夫王公勋章（乌克兰，2023年9月4日公布[2]）